# Bihaćki sabor 1494.
Bihaćki sabor je naziv za sabor koji se zasjedao u Bihaću 1494. godine, poslije bitke na Krbavskom polju (1493.).
Hrvatsko plemstvo, ostavši nakon bitke na Krbavskom polju slabo i osiromašeno, sastalo se na hrvatskom saboru u Bihaću. Na njemu su poslana pisma njemačko-rimskom caru Maksimilijanu I. i papi Aleksandru VI. u kojima ih se moli za pomoć u obrani od Turaka. U tom pismu, napisanom 10. travnja 1494. godine, prvi put hrvatsko plemstvo samo ističe povijesnu ulogu Hrvatske u obrani kršćanstva cijele Europe i piše: 
"Ovu silu mi već sedamnaest godina zaustavljamo gubeći naša tijela, živote i sva moguća naša dobra, te poput kule i predziđa kršćanstva branimo svakodnevnim ratovanjem kršćanske zemlje, koliko nam je to uopće ljudski moguće. Neka Vam dakle po nama bude rečeno ovo: ako bi mi popustili Turcima, tada bi oni u svako doba mogli zaskočiti kršćanstvo iz Hrvata."
Kasnija pomoć koja je stizala nije bila dovoljna, ali je rat ipak nastavljen. Petar Berislavić je 1513. uz Papinu pomoć potukao tursku vojsku kod Dubice te 1518. prodro do hrvatskog Jajca i opskrbio ga živežom i streljivom. Isto je učinio i iduće godine, a 1519. je papa Lav X. dao Hrvatskoj naziv predziđa kršćanstva (Antemurale Christianitatis).